# Andrew Dasburg

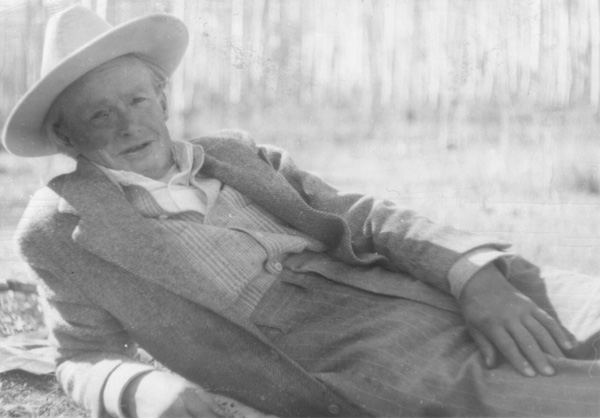
Andrew Dasburg, 1940er Jahre

Andrew Michael Dasburg (* 4. Mai 1887 in Paris; † 13. August 1979 in Taos, New Mexico) war ein US-amerikanischer Maler und Bildhauer und einer der wichtigsten frühen Vertreter des Kubismus in den Vereinigten Staaten.

## Leben

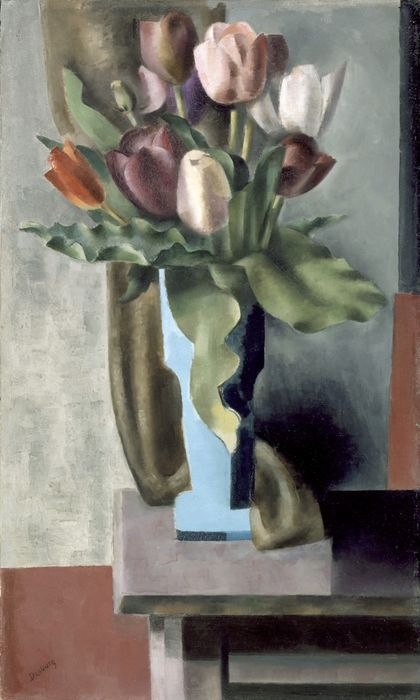
Tulips, 1925/1926

Andrew Dasburg wurde 1887 in Paris geboren und wanderte 1892 mit seiner verwitweten Mutter nach New York aus. Nach einer schweren Verletzung in seiner Kindheit verbrachte er seine Genesungszeit mit Zeichnen. 1902 erhielt er ein Stipendium für die Art Students League of New York, wo er bei Kenyon Cox studierte. An der Sommerakademie der League in Woodstock, New York, studierte er Landschaftsmalerei bei L. Birge Harrison. 1909 reiste Andrew Dasburg mit der Bildhauerin Grace Mott Johnson nach Paris und schloss sich dem Kreis moderner Künstler an, darunter Morgan Russell, Jo Davidson und Arthur Lee. Dort lernte er Henri Matisse sowie Gertrude und Leo Stein kennen und wurde stark von den Werken Paul Cézannes und dem Kubismus beeinflusst.
Während eines Abstechers nach London heiratete er Johnson, die bereits 1909 wieder zurück in die USA ging. Nach seiner Rückkehr in die USA im selben Jahr ließ er sich in Woodstock nieder und beide wurden ein aktive Mitglieder der dortigen Künstlergemeinschaft. 1911 wurde ihr Sohn Arthur geboren, das Paar ließ sich 1922 scheiden.
1913 nimmt Andrew Dasburg an der Armory Show teil, einer bahnbrechenden Ausstellung, die das amerikanische Publikum erstmals mit der europäischen Avantgarde vertraut macht. Er stellte drei kubistisch inspirierte Gemälde und eine Skulptur aus. 1918 folgte er einer Einladung von Mabel Dodge Luhan nach Taos, New Mexico. Die beeindruckende Landschaft inspirierte ihn und 1930 ließ er sich dauerhaft in Taos nieder. Dort integrierte er kubistische Einflüsse in seine Darstellungen der Landschaft und Architektur des Südwestens. 1933 heiratete er die Dichterin Mary Channing Wister, Tochter des Schriftstellers Owen Wister. Andrew Dasburg starb 1979 im Alter von 92 Jahren in seinem Haus in Taos.

## Werk

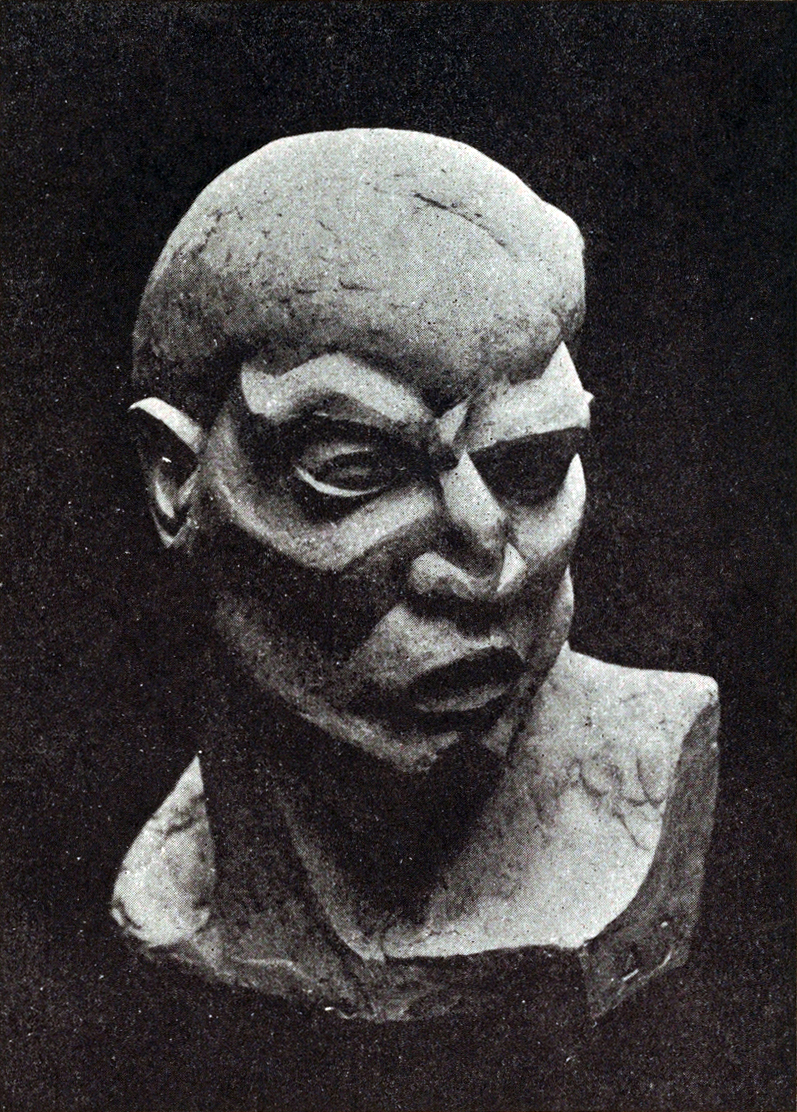
Andrew Dasburg, Luzifer, 1913, Gips. Ausgestellt auf der Armory Show 1913, Nr. 647 im Katalog. Die Skulptur wurde vom Künstler nach der Ausstellung in der Armory Show zerstört

Andrew Dasburg gilt als einer der ersten Vertreter des Kubismus in Amerika. Sein Werk zeichnet sich durch die Anwendung kubistischer Prinzipien bei der Darstellung der Landschaft und Architektur des amerikanischen Südwestens aus. Er spielte eine wichtige Rolle dabei, die Aufmerksamkeit auf die Künstlergemeinschaft von Taos zu lenken, und beeinflusste sowohl zeitgenössische als auch nachfolgende Künstlergenerationen.